# Lavaufranche
Lavaufranche is een gemeente in het Franse departement Creuse (regio Nouvelle-Aquitaine) en telt 241 inwoners (2004). De plaats maakt deel uit van het arrondissement Guéret.

## Geografie
De oppervlakte van Lavaufranche bedraagt 16,5 km², de bevolkingsdichtheid is 14,6 inwoners per km².

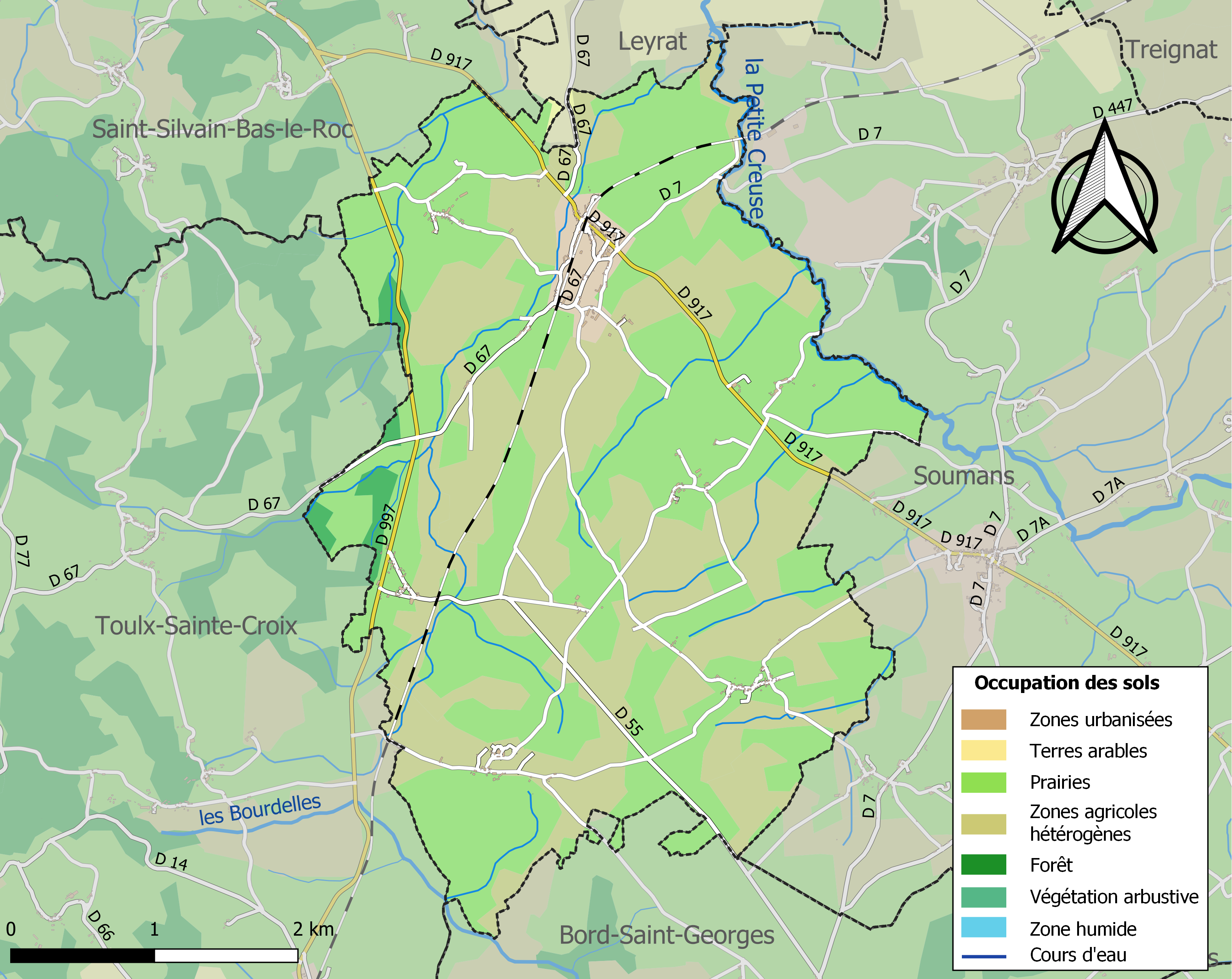
Kaart van de gemeente met de belangrijkste infrastructuur, bodemgebruik en omliggende gemeenten

## Verkeer
In de gemeente ligt de spoorweghalte Lavaufranche.

## Demografie
Onderstaande figuur toont het verloop van het inwonertal (bron: INSEE-tellingen).